# Гардишівська сільська рада (Бердичівський район)
Гардишівська сільська рада (раніше — Гарнишівська сільська рада) — колишня адміністративно-територіальна одиниця та орган місцевого самоврядування у Янушпільському і Бердичівському районах Житомирської і Бердичівської округ, Вінницької й Житомирської областей Української РСР та України з адміністративним центром у с. Гардишівка.

## Населені пункти
Сільській раді були підпорядковані населені пункти:
- с. Гардишівка
- с. Кустин

## Населення
Кількість населення ради, станом на 1923 рік, становила 1 221 особу, кількість дворів — 240.
Відповідно до перепису населення СРСР, на 17 грудня 1926 року чисельність населення ради становила 1 226 осіб, з них за статтю: чоловіків — 573, жінок — 653; за етнічним складом: українців — 1 054, поляків — 170, чехів — 2. Кількість домогосподарств — 270.
Згідно з переписом УРСР 1989 року чисельність наявного населення сільської ради становила 960 осіб, з яких 407 чоловіків та 523 жінки, постійне населення — 965 осіб.
За переписом населення України 2001 року в сільській раді мешкало 930 осіб, постійне населення — 908 осіб.

### Мова
Розподіл населення за рідною мовою за даними перепису 2001 року:
| Мова       | Відсоток |
| ---------- | -------- |
| українська | 95,70 %  |
| російська  | 4,30 %   |

## Склад ради
Рада складалася з 12 депутатів та голови.

## Керівний склад сільської ради
| ПІБ                            | Основні відомості                                                             | Дата обрання | Дата звільнення |
| ------------------------------ | ----------------------------------------------------------------------------- | ------------ | --------------- |
| Воронкін Аркадій Олександрович | Сільський голова, 1957 року народження                                        | 26.03.2006   | 31.10.2010      |
| Мазур Ольга Миколаївна         | Сільський голова, 1966 року народження, освіта незакінчена вища, позапартійна | 31.10.2010   |                 |

Примітка: таблиця складена за даними джерела

## Історія
Створена 1923 року в складі с. Гардишівка та хуторів Вернигород, Костопальня, Крещука, Плакса Озадівської волості Житомирського повіту Волинської губернії. 24 серпня 1923 року, відповідно до рішення Волинської ГАТК № 4 «Про зміни границь в межах округів, районів ісільрад», х. Вернигород передано до складу Озадівської сільської ради, х. Плакса — до складу Лісово-Слобідської сільської ради Янушпільського району. Станом на 1 жовтня 1941 року хутори Костопальня та Крещука не перебувають на обліку населених пунктів.
Станом на 1 вересня 1946 року сільська рада входила до складу Бердичівського району Житомирської області, на обліку в раді перебувало с. Гардишівка.
11 серпня 1954 року, внаслідок виконання указу Президії Верховної ради УРСР «Про укрупнення сільських рад по Житомирській області», до складу ради включене с. Кустин ліквідованої Кустинської сільської ради Бердичівського району.
Станом на 1 січня 1972 року сільська рада входила до складу Бердичівського Житомирської області, на обліку в раді перебували села Гардишівка та Кустин.
Знята з обліку 17 липня 2020 року; територію та населені пункти ради, відповідно до розпорядження Кабінету Міністрів України № 711-р від 12 червня 2020 року «Про визначення адміністративних центрів та затвердження територій територіальних громад Житомирської області», включено до складу новоствореної Райгородоцької сільської територіальної громади Бердичівського району Житомирської області.
Входила до складу Янушпільського (7.03.1923 р.) та Бердичівського (28.06.1939 р.) районів.